# Nhà thờ chính tòa Zvartnots
Nhà thờ chính tòa Zvartnots (tiếng Armenia: Զուարթնոց տաճար (cổ điển); Զվարթնոց տաճար (cải cách); nghĩa đen 'nhà thờ chính tòa các thiên thần thiên đường') là một nhà thờ Armenia thế kỷ 7 được xây dựng theo lệnh của Nerses III của Giáo hội Tông truyền Armenia từ năm 643-652. Ngày nay, nó là một tàn tích nằm ở rìa thành phố Vagharshapat thuộc tỉnh Armavir, Armenia.

## Lịch sử
Zvartnots được xây dựng vào thời điểm mà phần lớn Armenia đang dần bị chiếm đóng bởi Đế quốc Sasan. Việc xây dựng nhà thờ bắt đầu từ năm 643 của người đứng đầu Công giáo toàn Armenia Nerses III (được mệnh danh là Người xây dựng) để dành riêng cho Thánh Gregory. Nó được xây dựng tại nơi diễn ra cuộc gặp gỡ của vua Tiridates III và Thánh Gregory. Theo nhà sử học người Armenia thời Trung Cổ Movses Kaghankatvatsi thì nhà thờ được thánh hiến vào năm 652. Từ 653 đến 659, Nerses đã ở Tayk và việc xây dựng nhà thờ tiếp tục dưới thời Anastas Akoratsi. Sau khi thành phố cổ Dvin bị chiếm đóng bởi những người Ả Rập, và các cuộc chiến tranh khốc liệt giữa Đông La Mã với Ả Rập ở biên giới phía đông,Nerses đã chuyển dinh của những người Công giáo từ Dvin sang Zvartnots.
Nhà thờ Zvartnots đứng vững cho đến cuối thế kỷ thứ 10, nhưng các nguồn lịch sử không nói rõ về nguyên nhân khiến nó sụp đổ. Một bản sao gần giống của nhà thờ được dựng lên tại Ani bởi kiến trúc sư Trdat dưới thời Gagik I trong thập kỷ cuối thế kỷ 18. Nhà sử học thế kỷ 11 người Armenia Stepanos Asoghik nhắc đến Zvartnots khi mô tả nhà thờ mà Gagik I xây dựng là "một công trình lớn tại Vałaršapat dành riêng cho cùng một vị thánh nhưng đã bị phá hủy".
Các tàn tích của nhà thờ này bị chôn vùi cho đến khi phần còn lại của nó được phát hiện vào đầu thế kỷ 20. Cuộc khai quật được tiến hành từ năm 1901 đến 1907 dưới sự chỉ đạo của Vardapet Khachik Dadyan. Nền móng của nhà thờ cùng với những gì còn sót lại của Dinh Giáo hội và một Xưởng rượu được khám phá. Cuộc khai quật còn tiết lộ rằng, Zvartnots được xây dựng trên một cấu trúc tàn dư của Urartian dưới triều đại của Rusa II.

## Mô tả
Hầu hết các học giả chấp nhận giả thuyết về nhà thờ năm 1905 của Toros Toramanian, một kiến trúc sư người Armenia. Ông đã làm việc ngay từ những cuộc khai quật đầu tiên và đề xuất rằng, nhà thờ có ba tầng. Một só học giả khác gồm Stepan Mnatsakanian và A. Kuznetsov lại bác bỏ ý kiến đó và đưa ra một ý kiến nhận định khác. Kuznetsov cho rằng giả thuyết của Toros Toramanian là "phi logic về mặt xây dựng", đồng thời nhấn mạnh rằng, chuyên môn kỹ thuật tại thời điểm đó không tương ứng với thiết kế táo bạo mà kiến trúc sư đã nghĩ ra.
Phần bên trong nhà thờ được khảm có hình thập giá Hy Lạp hoặc có thể là dạng bốn tù và. Một lối đi bao quanh khu vực này, trong khi bên ngoài là một đa giác 32 cạnh, xuất hiện từ xa như một hình tròn. Một số nguồn tin cho rằng nhà thờ Zvartnots được mô tả từ trên núi Ararat trong một bức phù điêu ở nhà thờ Sainte-Chapelle ở Paris. Tuy nhiên, điều này không khả thi lắm vì bức bích họa đã được vẽ hơn 300 năm sau khi nhà thờ bị phá hủy.
Cùng với các nhà thờ ở Vagharshapat thì tàn tích của nhà thờ chính tòa Zvartnots đã được UNESCO công nhận là Di sản thế giới từ năm 2000. Bản vẽ của nhà thờ đã từng được mô tả trên tờ tiền giấy 100 AMD đầu tiên của Armenia và hiện được lưu giữ trong Bảo tàng Lịch sử Yerevan. Hình tượng của nó cũng là nguồn cảm hứng để kiến trúc sư Baghdasar Arzoumanian thiết kế và xây dựng Nhà thờ Chúa Ba Ngôi ở Malatia-Sebastia, Yerevan và đã được hoàn thành vào năm 2003.

## Hình ảnh

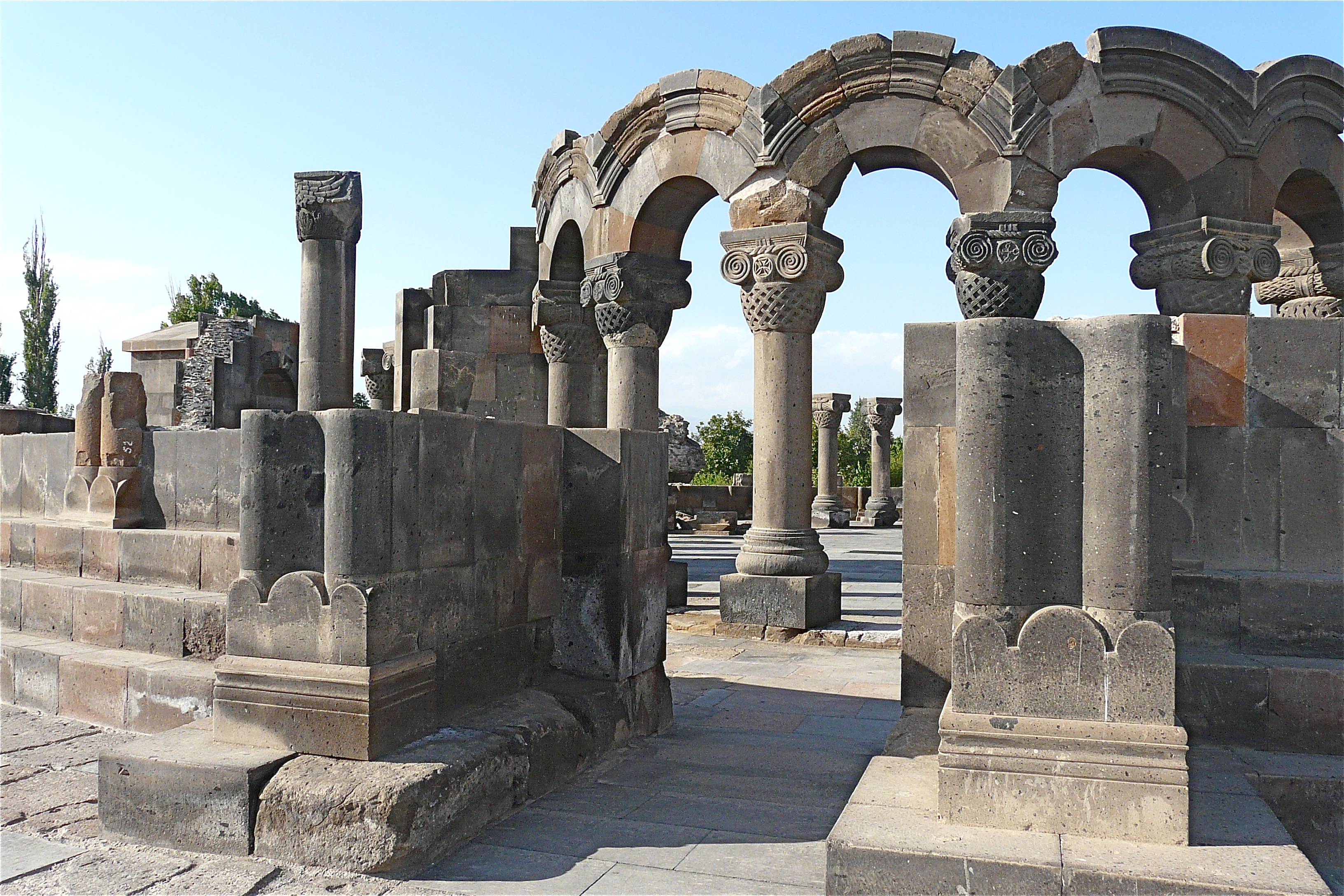
Các cột ở Zvartnots
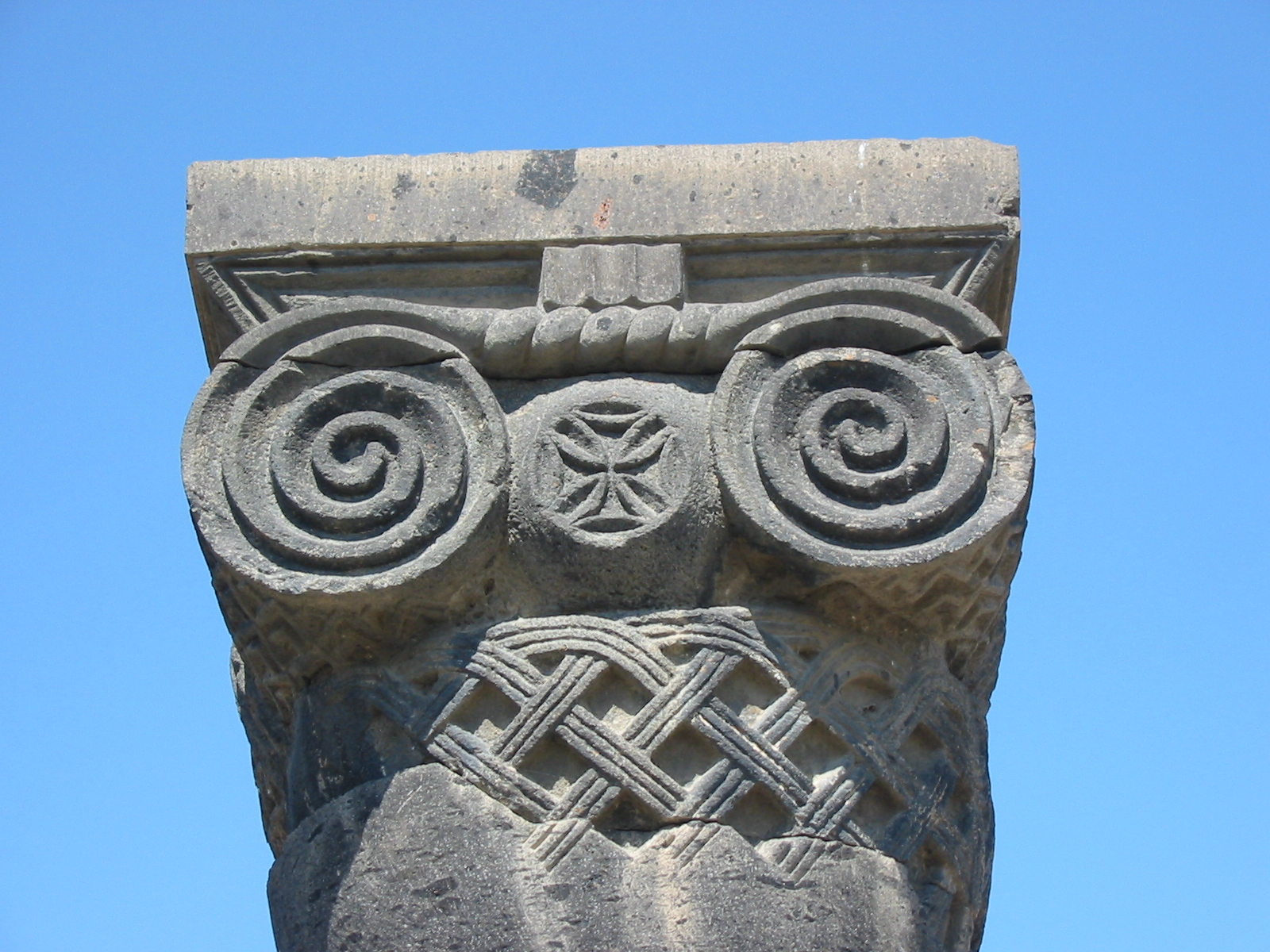
Partially reconstructed "Armenian Ionic" capital on top of one of the columns
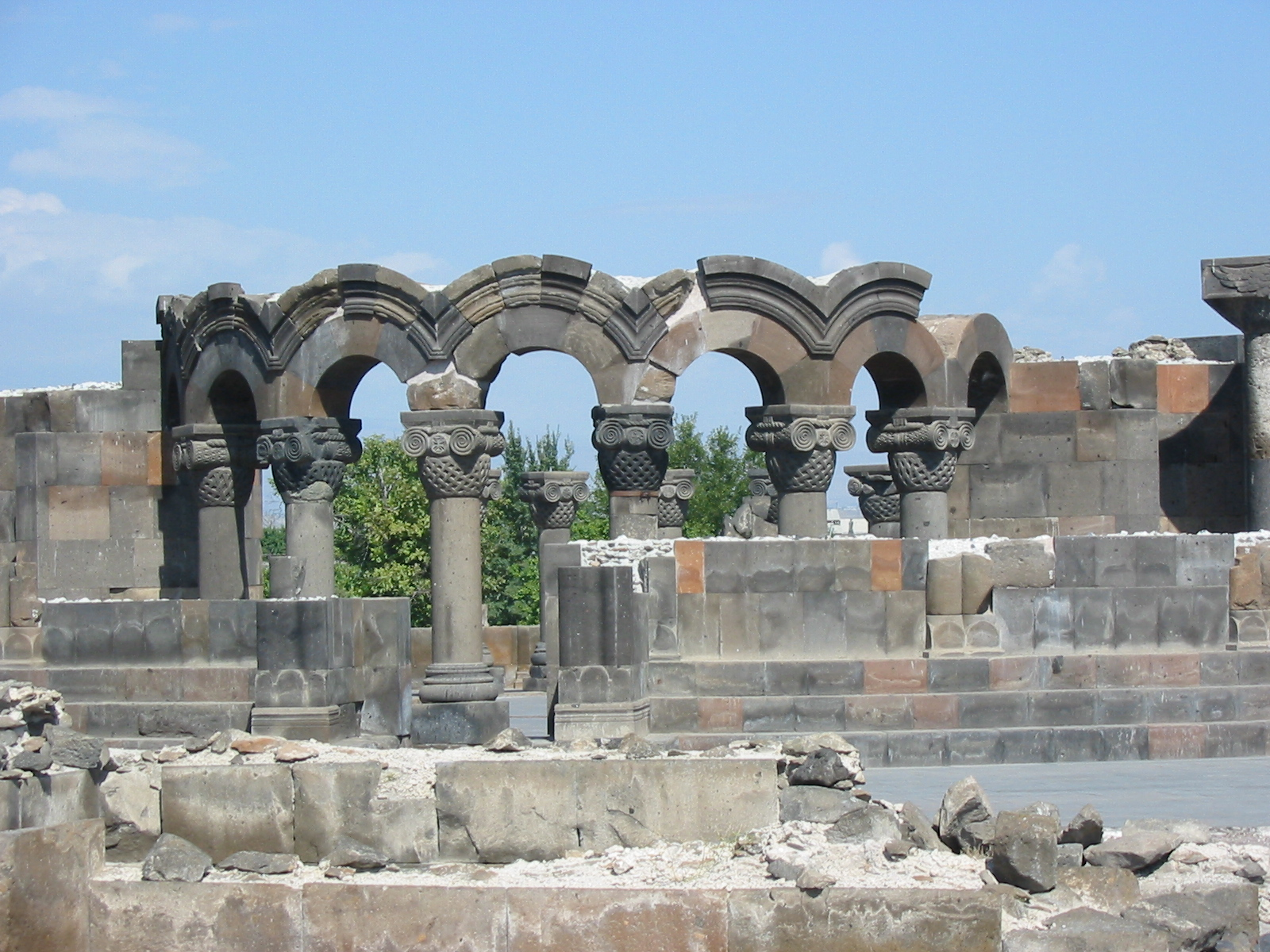
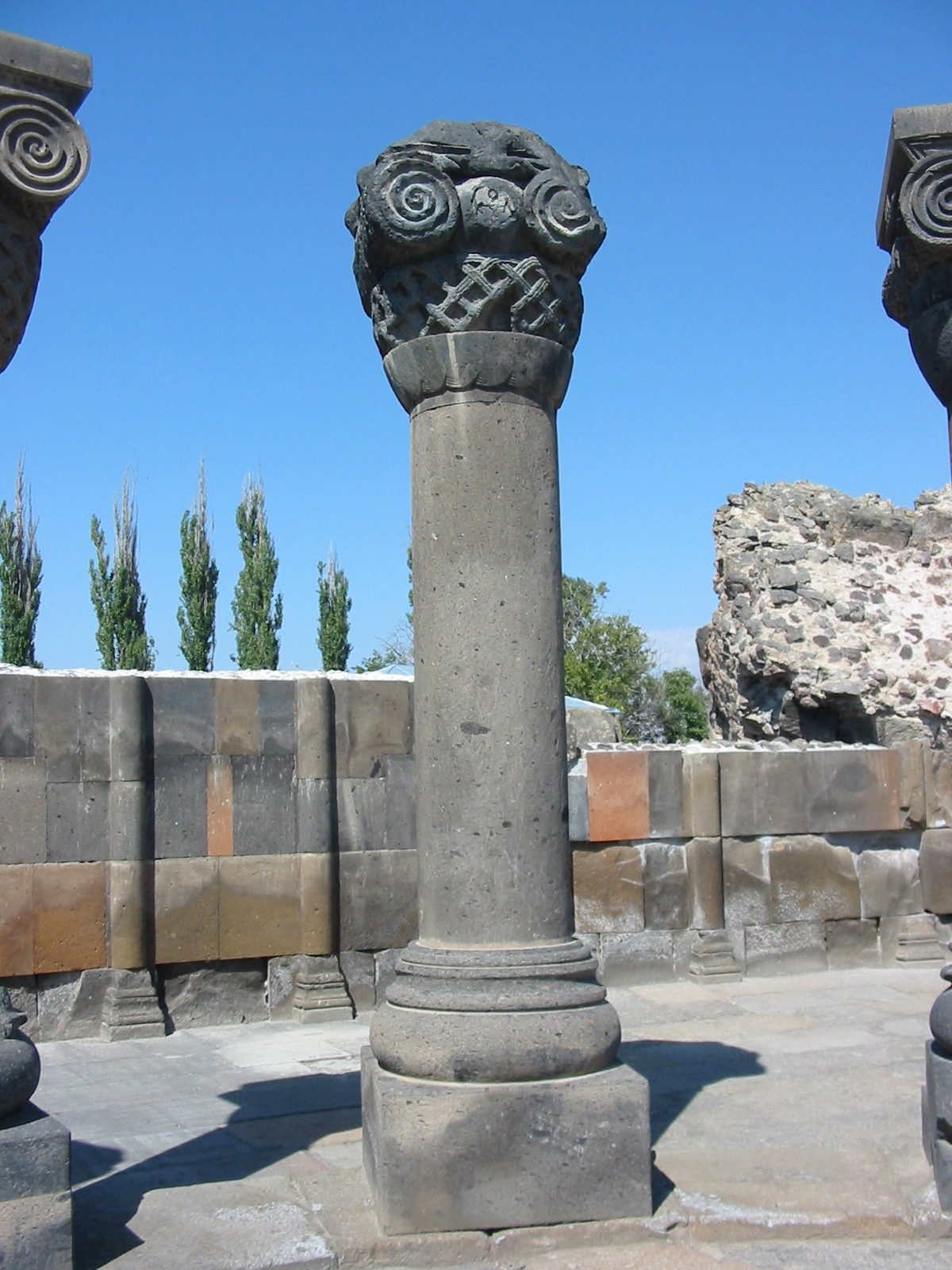
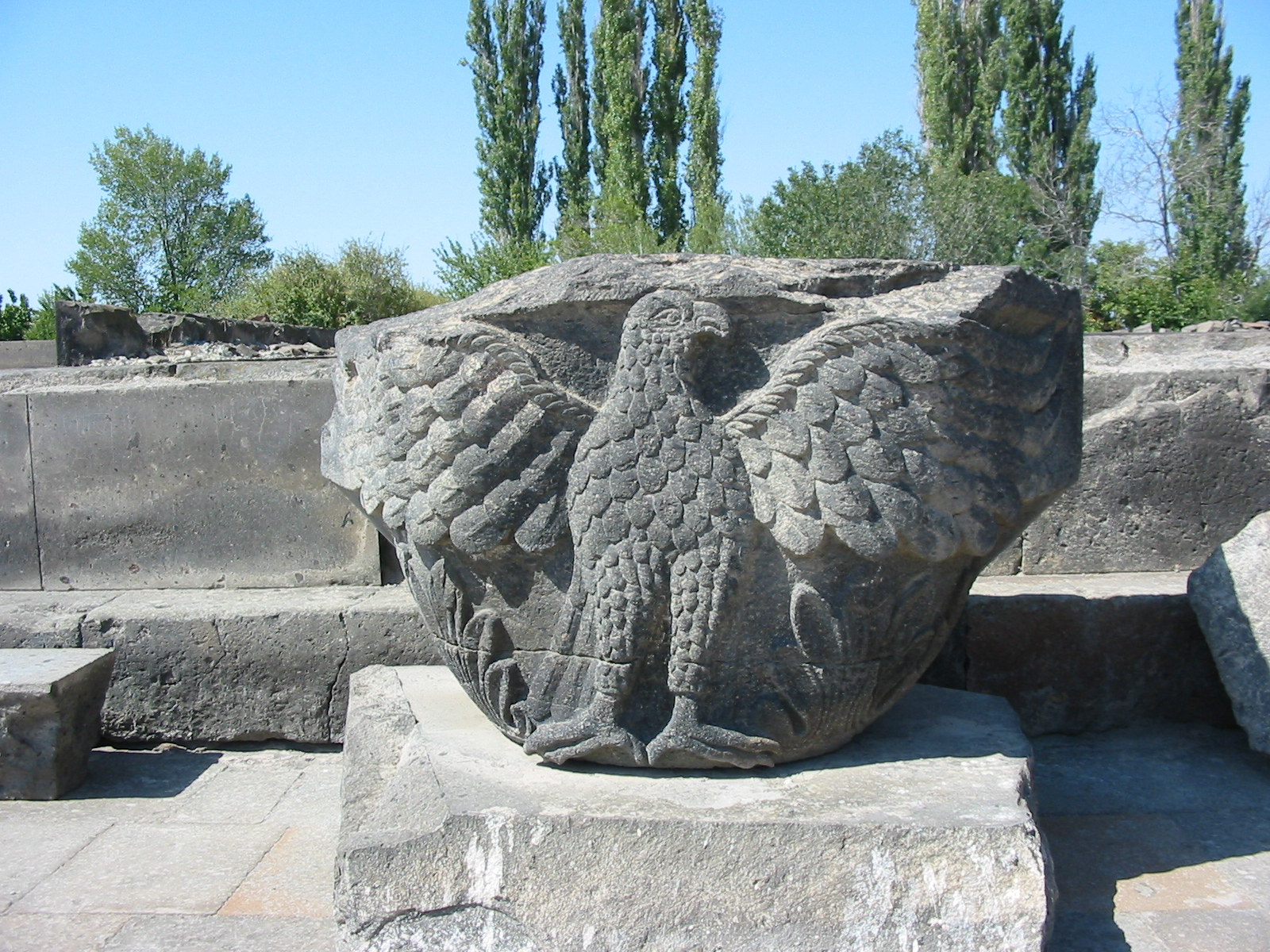
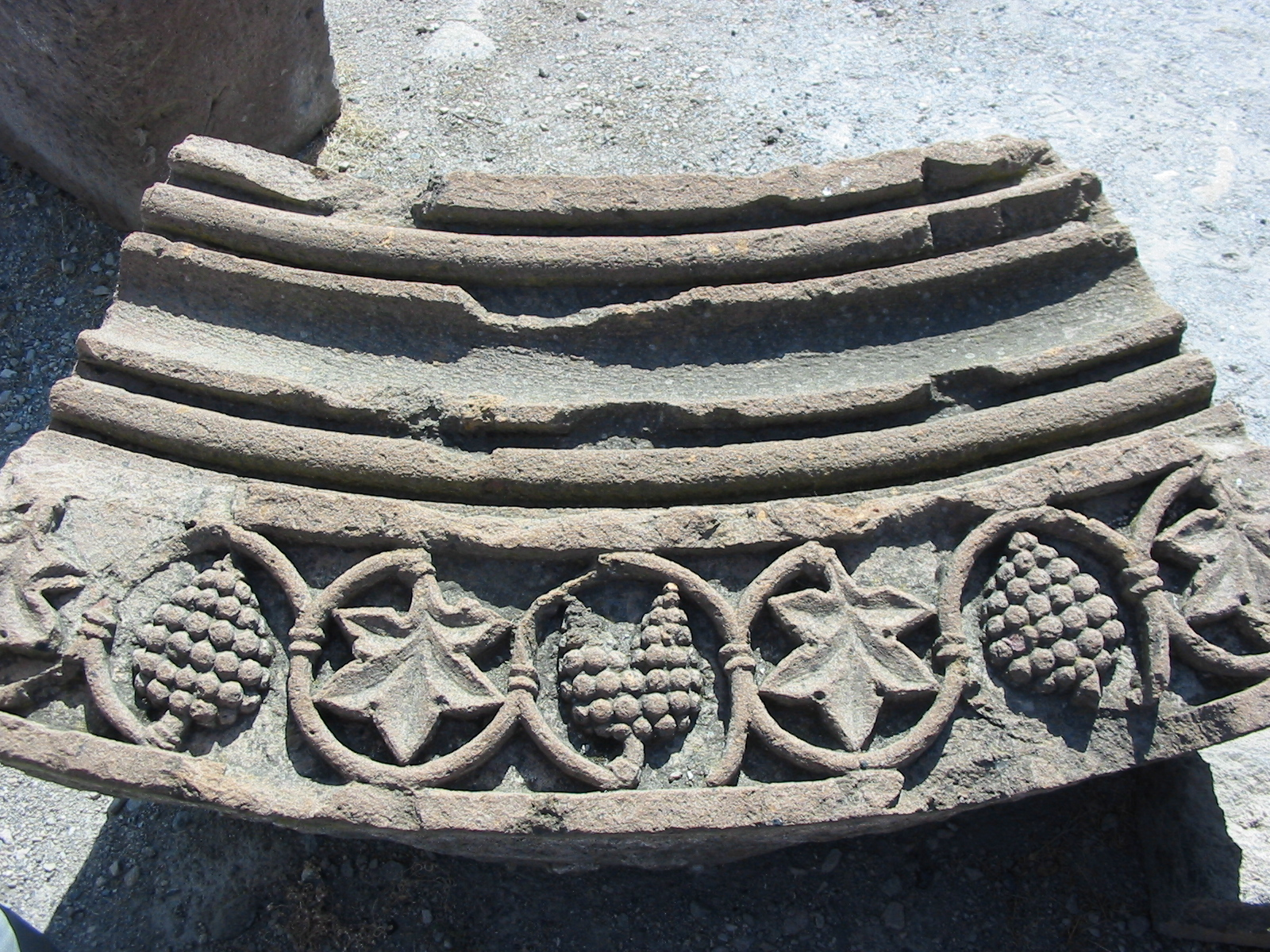
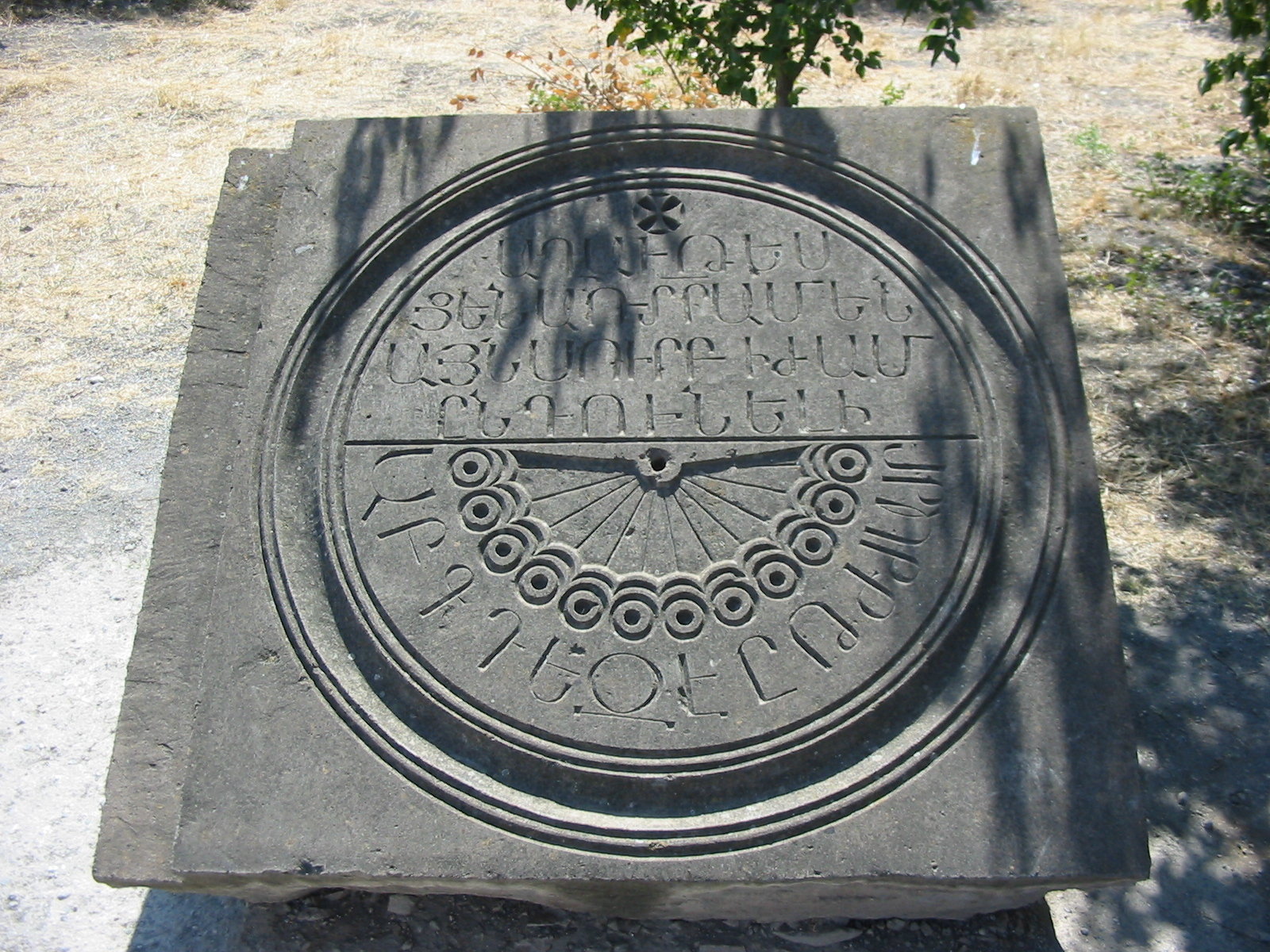
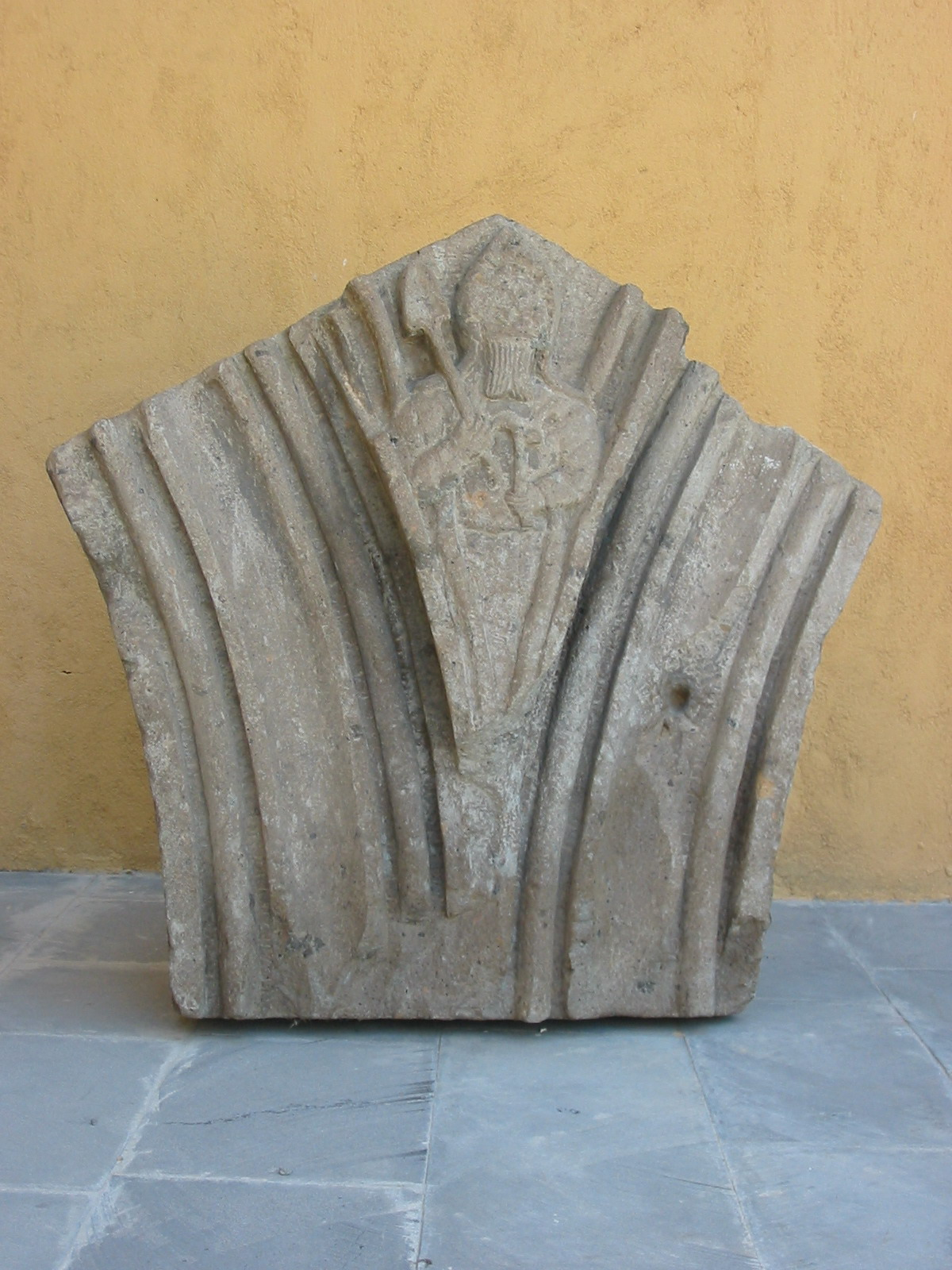
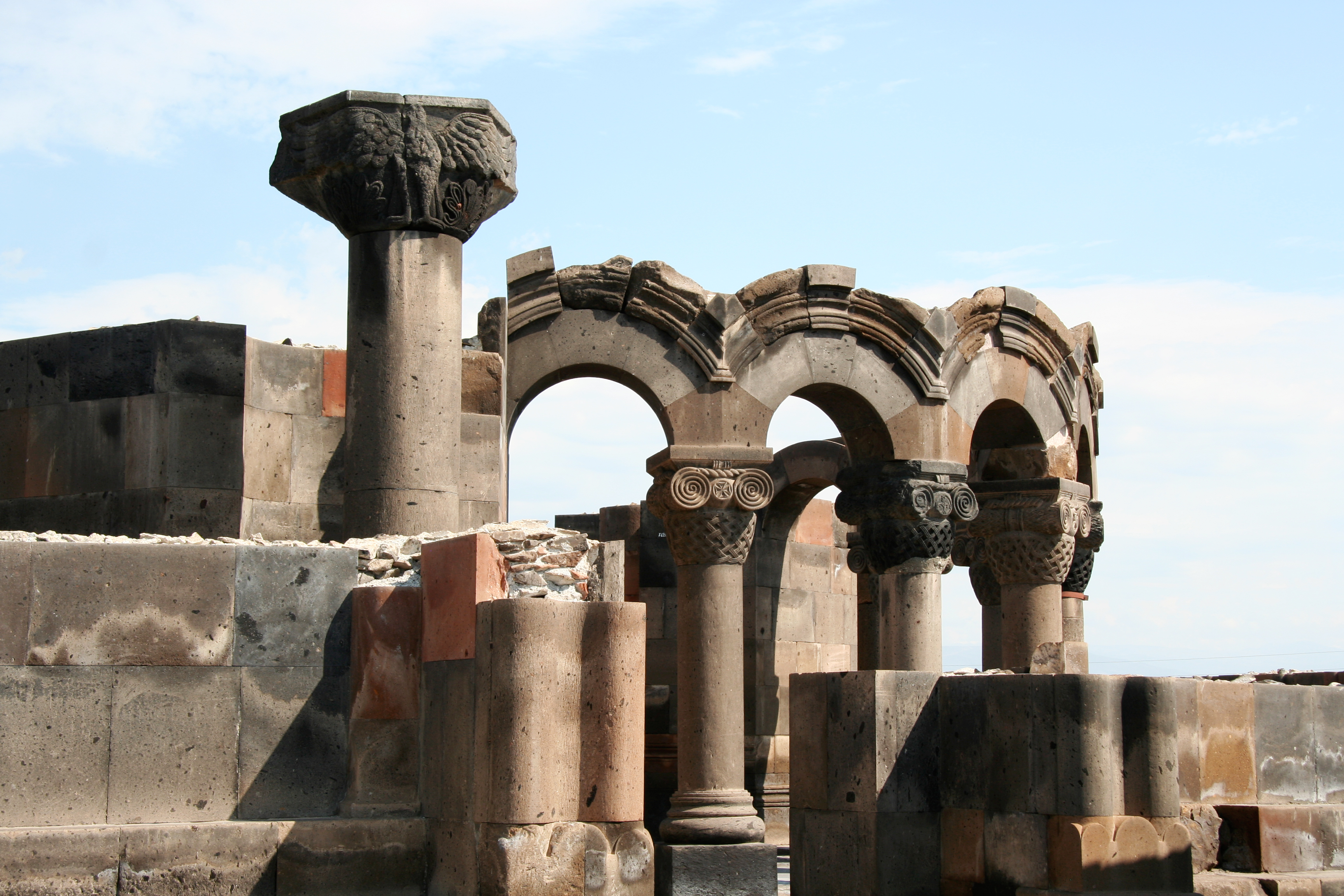
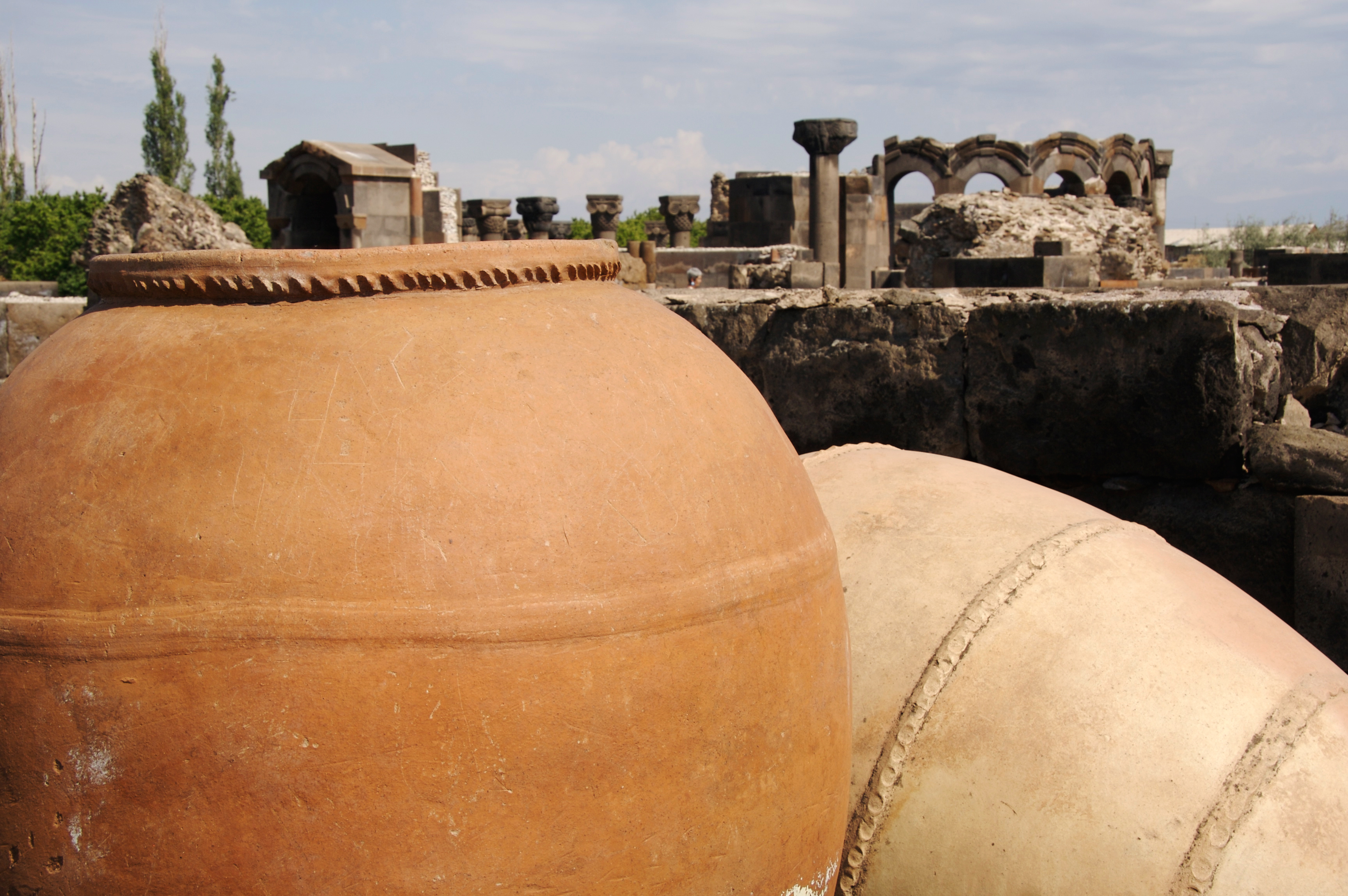
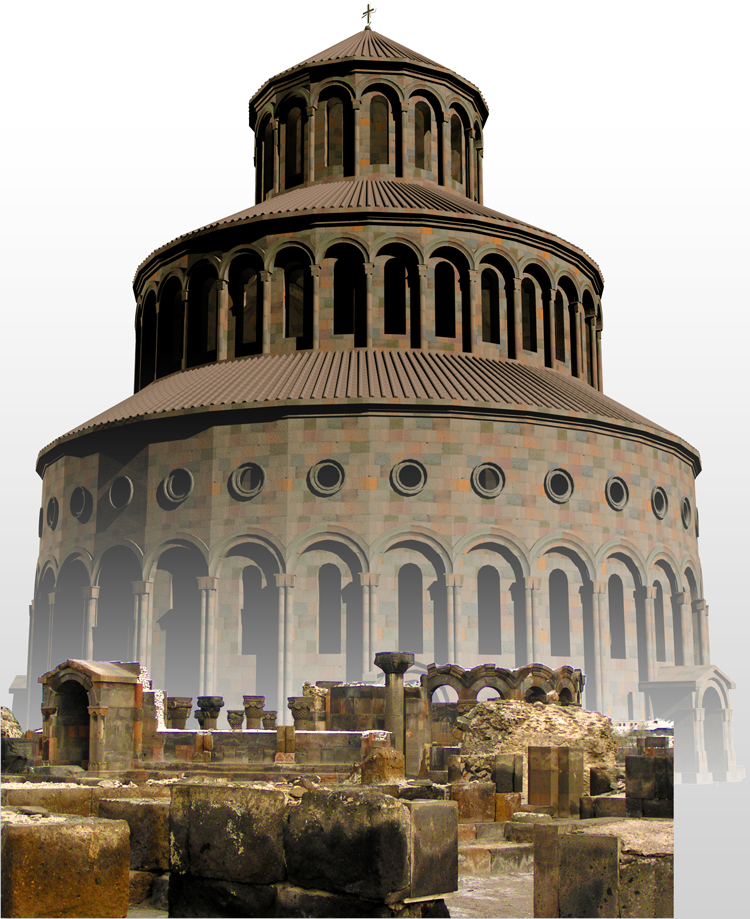